# Julian Leist
Julian Leist (* 11. März 1988 in Stuttgart) ist ein deutscher Fußballspieler.

## Karriere

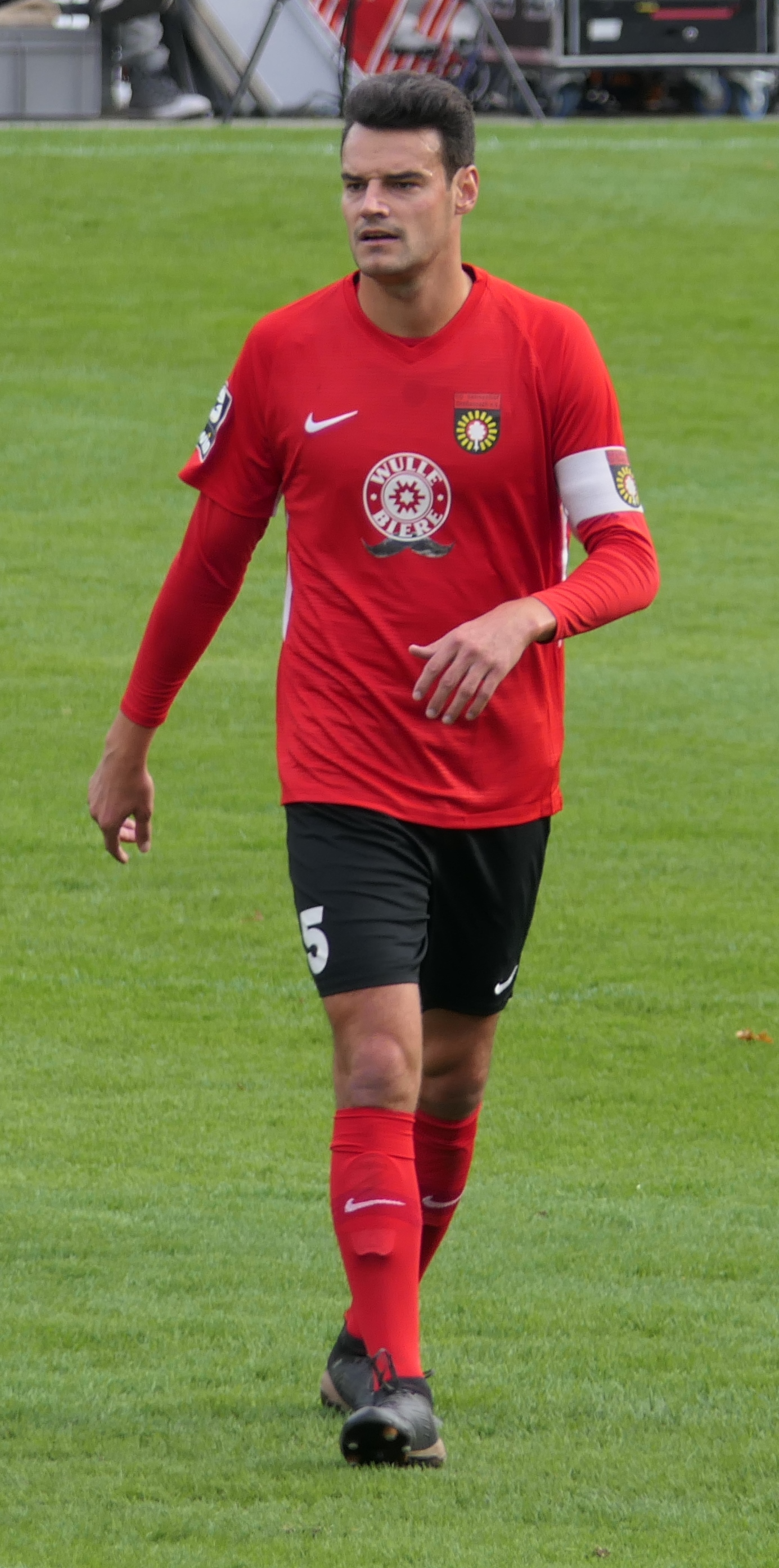
Julian Leist im Trikot der SG Sonnenhof Großaspach (2019)

Leist begann beim TSV Steinhaldenfeld im Stuttgarter Bezirk Bad Cannstatt mit dem Fußballspielen, später wechselte er zu den Stuttgarter Kickers. Ab der Spielzeit 2006/07 kam er dort in der zweiten Mannschaft in der Oberliga Baden-Württemberg zum Einsatz. Bis Sommer 2008 lief er insgesamt 36 Mal für die Zweitvertretung der Kickers auf und schoss dabei ein Tor.
Zur Spielzeit 2008/09 wechselte er nach München zum TSV 1860, wo er ebenfalls für die zweite Mannschaft vorgesehen war. In der Regionalliga Süd lief er in seinem ersten Jahr in München 23 Mal für die kleinen Löwen auf, in der Hinrunde der folgenden Spielzeit stand er in allen 17 Spielen über die volle Länge auf dem Platz.
Von Jahresbeginn 2010 an trainierte er mit der ersten Mannschaft der Sechzger. Am 17. Februar gehörte er beim Spiel des TSV 1860 in Koblenz erstmals zum Zweitligakader der Münchner Löwen. Er kam jedoch während der Rückrunde nicht zum Einsatz. Dafür bestritt er alle 17 Rückrundenspiele für die zweite Mannschaft, wo er nach der Berufung Dominik Stahls in den Profikader auch die Kapitänsbinde übernommen hatte. In seinen zwei Jahren bei den Sechzgern lief er insgesamt 57 Mal für die kleinen Löwen auf und schoss dabei zwei Tore.
Im Sommer 2010 wechselte er zum Lokalrivalen FC Bayern München, wo er abermals für die zweite Mannschaft vorgesehen ist, die in der 3. Liga spielte. Am 25. Juli 2010 gab er dort sein Debüt im Profifußball, als er beim Saisonauftakt der kleinen Bayern in Babelsberg in der Startaufstellung stand.
Zur Saison 2011/12 unterschrieb Leist einen Ein-Jahres-Vertrag bei seinem ehemaligen Verein, dem Regionalligisten Stuttgarter Kickers und verlängerte seine Vertragslaufzeit bei den Kickers nach dem Aufstieg in die 3. Liga.
Zur Saison 2014/15 wechselte Leist zum Drittligaaufsteiger SG Sonnenhof Großaspach. Im Juli 2021 folgte die Rückkehr zu den Stuttgarter Kickers, wo er mit 11 weiteren Spielen insgesamt 100 Einsätze für den Klub verzeichnen konnte. Zur Saison 2022/23 wurde er Co-Trainer der ersten Mannschaft und stieg mit dieser in die Regionalliga Südwest auf. Zur darauffolgenden Spielzeit wurde Leist Co-Trainer bei den A-Junioren der Kickers. Dieses Amt hat er noch bis Sommer 2025 inne.
Seit Januar 2025 ist Leist als Übergangskoordinator bei den Stuttgarter Kickers tätig. In dieser Position unterstützt er Jugendspieler auf dem Weg in den Profifußball.